# Drôme Classic 2017
La Drôme Classic 2017, quinta edizione della corsa e valevole come evento dell'UCI Europe Tour 2017 categoria 1.1, si svolse il 26 febbraio 2017 su un percorso di 206 km, con partenza e arrivo a Livron-sur-Drôme, in Francia. La vittoria fu appannaggio del belga Sébastien Delfosse, che completò il percorso in 5h06'49", alla media di 40,871 km/h, precedendo il francese Arthur Vichot e il connazionale Jan Bakelants.
Sul traguardo di Livron-sur-Drôme 92 ciclisti, su 124 partenti, portarono a termine la competizione.

## Squadre e corridori partecipanti
| N.    | Cod. | Squadra                      |
| ----- | ---- | ---------------------------- |
| 1-8   | ALM  | AG2R La Mondiale             |
| 11-18 | FDJ  | FDJ                          |
| 21-28 | COF  | Cofidis                      |
| 31-38 | DMP  | Delko-Marseille Provence-KTM |
| 41-48 | DEN  | Direct Énergie               |
| 51-58 | FVC  | Fortuneo-Vital Concept       |
| 62-68 | CJR  | Caja Rural-Seguros RGA       |
| 71-78 | AND  | Androni Giocattoli-Sidermec  |
| 81-88 | WGG  | Wanty-Groupe Gobert          |

| N.      | Cod. | Squadra                      |
| ------- | ---- | ---------------------------- |
| 91-98   | WVA  | WB Veranclassic Aqua Protect |
| 101-108 | RNL  | Roompot-Nederlandse Loterij  |
| 111-118 | CCC  | CCC Sprandi Polkowice        |
| 121-128 | SVB  | Sport Vlaanderen-Baloise     |
| 131-137 | ABS  | Aqua Blue Sport              |
| 141-148 | ADT  | Armée de Terre               |
| 151-158 | AUB  | HP BTP-Auber93               |
| 161-168 | RLM  | Roubaix Lille Métropole      |

## Ordine d'arrivo (Top 10)
| Pos. | Corridore          | Squadra   | Tempo    |
| ---- | ------------------ | --------- | -------- |
| 1    | Sébastien Delfosse | WB Veran. | 5h06'49" |
| 2    | Arthur Vichot      | FDJ       | s.t.     |
| 3    | Jan Bakelants      | AG2R      | s.t.     |
| 4    | David Menut        | Auber93   | a 6"     |
| 5    | Anthony Maldonado  | Auber93   | s.t.     |
| 6    | Francesco Gavazzi  | Androni   | s.t.     |
| 7    | Romain Hardy       | Fortuneo  | s.t.     |
| 8    | Jonathan Hivert    | Direct    | s.t.     |
| 9    | Samuel Dumoulin    | AG2R      | s.t.     |
| 10   | Alo Jakin          | Auber93   | s.t.     |